# Айзек Ісінде
Айзек Ісінде (англ. Isaac Isinde, нар. 16 квітня 1994, Кампала) — футболіст клубу «Хадія Хоссана» та національної збірної Уганди. Відомий за виступами у низці угандійських та закордонних клубів, особливо за виступами в ефіопському клубі «Сент-Джордж», у складі якого став чотирикратним чемпіоном Ефіопії.

## Клубна кар'єра
З 2007 року Айзек Ісінде розпочав виступи в команді «Іганга Тон», в якій грав до 2008 року. Далі протягом року грав у іншому угандійському клубі «Сімба» (Лугазі). Наступним клубом Ісінде став «Вікторс», у якому він грав протягом 2009—2011 років.
У 2011 році Айзек Ісінде став гравцем ефіопського клубом «Сент-Джордж», у складі якого гав протягом п'яти років з річною перервою на виступи в іншому ефіопському клубі «Ефіо Електрик». У складі команди футболіст став чотириразовим чемпіоном країни та дворазовим володарем Кубку Ефіопії.
У 2017—2018 роках Айзек Ісінде грав у замбійському клубі «Білдкон». Після цього футболіст повернувся на батьківщину, де грав у команді «Кірінія-Джінія Сеньйор Секондарі Скул».
У кінці 2019 року Айзек Ісінде став гравцем клубу І-Ліги ТРАУ. Станом на 31 грудня 2019 року відіграв за клуб з Імпхала 2 матчі в національному чемпіонаті. З 2020 року угандійський футболіст став гравцем ефіопського клубу «Хадія Хоссана».

## Виступи за збірну
2010 року дебютував в офіційних матчах у складі національної збірної Уганди. У складі збірної був учасником Кубка африканських націй 2017 року у Габоні. двічі в складі угандійської збірної був володарем Кубку КЕСАФА. На кінець 2019 року зіграв у складі збірної 62 матчі, в яких відзначився 2 забитими м'ячами.

## Титули та досягнення
- Чемпіон Ефіопії (4):

«Сент-Джордж»: 2012, 2014, 2015, 2016
- Володар Кубку КЕСАФА (1):

Уганда: 2011, 2012